# شهدطوطی‌ها
شهدطوطی‌ها (نام علمی: Lorius) یک سرده از خانواده طوطی Psittaculidae است. این سرده شامل شش گونه است که از مولوکا در اندونزی از گینه نو تا جزایر سلیمان پراکنده شده‌اند. آنها دارای پرهای قرمز مشخص با مقادیر مختلف آبی (و در برخی زرد و سفید)، بال‌های سبز و در همه گونه‌ها به جز یک تاج سیاه هستند. نوک نارنجی و پاها خاکستری هستند. با طول حداکثر ۲۵ تا ۳۰ سانتیمتر (۹٫۸ تا ۱۱٫۸ اینچ) و میانگین وزن ۱۳۲ تا ۱۹۰ گرم (۴٫۷ تا ۶٫۷ اونس)، اعضای این سرده تمایل دارند که بزرگ‌ترین زیرخانواده شهدطوطیان باشند.

### گونه‌ها
این سرده دارای شش گونه است.
| نگاره | نام رایج            | نام علمی             | پراکندگی                                             |
| ----- | ------------------- | -------------------- | ---------------------------------------------------- |
|       | شهدطوطی چهچه‌زن      | Lorius garrulus      | سه زیرگونه بومی ملوک شمالی اندونزی                   |
|       | شهدطوطی سینه‌زرد     | Lorius chlorocercus  | گونه‌های مونوتیپی که در شرق جزایر سلیمان زندگی می‌کنند |
|       | شهدطوطی سرسیاه      | Lorius lory          | هفت زیرگونه بومی گینه نو و چندین جزیره پاپوآ         |
|       | شهدطوطی شکم‌بنفش     | Lorius hypoinochrous | گینه نو                                              |
|       | شهدطوطی پس‌سرسفید    | Lorius albidinuchaا  | ایرلند نو، پاپوآ گینه نو                             |
|       | شهدطوطی پس‌سرارغوانی | Lorius domicella     | سرام و آمبون اندونزی                                 |